# Rebbie Jackson
 (septembre 2010).
Si vous disposez d'ouvrages ou d'articles de référence ou si vous connaissez des sites web de qualité traitant du thème abordé ici, merci de compléter l'article en donnant les références utiles à sa vérifiabilité et en les liant à la section « Notes et références ».
Maureen Reillette « Rebbie » Brown (née Jackson), connue sous le nom de Rebbie Jackson, née le 29 mai 1950 à Gary dans l'Indiana, est une chanteuse américaine. Elle est l'aînée de la fratrie de la famille Jackson et est notamment la sœur de Michael et Janet Jackson. En tant que chanteuse, elle est surtout connue pour son single Centipede (1984), et secondairement pour Yours Faithfully (1998). En 30 ans de carrière, elle ne sort que quatre albums : Centipede, Reaction, RU Tuff Enuff et Yours Faithfully.
Bien qu'elle soit l'ainée de la famille Jackson, Rebbie n'a commencé sa carrière de chanteuse qu'après ses sœurs Latoya et Janet, étant donné qu'elle n'a sorti son premier album Centipede qu'en 1984.

## Enfance
Née le 29 mai 1950, Maureen Reillette Jackson (surnommée Rebbie) est la première enfant du couple Jackson. Selon sa sœur LaToya Yvonne, elle tint très vite le rôle de seconde mère auprès de ses frères et sœurs.
Rebbie Jackson n'a jamais réellement pris part artistiquement à l'évolution de la carrière des Jackson 5. Pourtant, au milieu des années 70, elle rejoint (pour le plus grand bonheur de son père) l'ensemble de sa famille pour The Jacksons, une émission de variétés commandée par CBS, et mettant en scène l'ensemble de la famille, les sœurs comprises. Elle y a présenté de nombreux morceaux, faisant découvrir au public un talent incontestable pour la chanson. Du côté privé, elle a toujours été proche de sa mère Katherine, et a été particulièrement influencée par l'instruction religieuse que prodiguait sa mère témoin de Jéhovah, à l'ensemble de ses enfants. Elle serait toujours Témoin de Jéhovah.

## Mariage et sortie deCentipede
En 1968, alors âgée de 18 ans, Rebbie se libère enfin du giron paternel en se mariant avec son amour de toujours : Nathaniel Brown, lui aussi témoin de Jéhovah. Ils ont ensemble trois enfants : deux filles, Yashi et Stecee, et un garçon, Austin.
Elle est par ailleurs la seule des filles Jackson à avoir trouvé la stabilité amoureuse (si l'on considère les nombreux mariages de sa sœur Janet et celui désastreux de La Toya avec son producteur Jack Gordon). Le mariage dure jusqu'au décès de Nathaniel, le 6 janvier 2013.
Ce n'est qu'en 1984 que Rebbie Jackson sort son premier album, Centipede, qui contient le titre éponyme, écrit et produit par Michael Jackson, sur lequel ce dernier participe également aux chœurs aux côtés du groupe The Weather Girls. À 34 ans, elle rencontre alors son premier et plus grand succès. Le titre Centipede devient en effet disque d'or aux États-Unis et n° 4 au classement Billboard R&B, mais ce sera le seul grand tube de Rebbie auprès du grand public.
L'album, auquel participent également ses autres frères Marlon, Jackie, Randy et Tito, notamment sur Come Alive It's Saturday Night, est un disque aux allures plutôt orientées funk et pop, qui contient d'autres titres remarqués tels que la balade Hey Boy, A Fork in the Road ou encore I Feel for You (écrit par Prince). L'album atteindra la 13e position du Top R&B/Hip Hop Albums aux États-Unis.

## Autres albums
Rebbie Jackson ne s'arrête pas à ce premier album et sort, deux ans plus tard (1986) l'album Reaction. En 1988, sort R U Tuff Enuff, s'ensuit une pause de dix ans puis la sortie de son dernier album à ce jour, Yours Faithfully en 1998. Toutefois, ces trois albums n'auront pas le même succès que Centipede.

## Discographie

### Albums
- 1984 : Centipede
- 1986 : Reaction
- 1988 : R U Tuff Enuff
- 1998 : Yours Faithfully

### Singles
- 1984 : Centiped
- 1985 : A Fork in the Road
- 1986 : Reaction
- 1987 : You Send the Rain Away
- 1988 : Plaything
- 1988 : R U Tuff Enuff
- 1998 : Yours Faithfully